# قصور الأبهر
قصور الأبهر أو قلس الأبهري (بالإنجليزية: Aortic Regurgitation)‏ هو تسريب الصمام الأبهري للقلب الذي يسبّب للدمّ التدفّق في الإتّجاه المعاكس أثناء الانبساط البطيني من الشريان الأبهر إلى البطين الأيسر.

## الأسباب
أسباب حدوث هذه الحالة عديدة ومنها:
التهاب الفقار الانبساطي، التهاب الفقار الروماتويدي، تسلخ الأبهر، عيب خلقي،  أم الدم المسلخة، التهاب الشغاف، فرط ضغظ الدم، قصور بسيط في الصمام بسبب ارتفاع ضغط الدم الوخيم، متلازمة مارفان، اضطراب النسج الضامة، متلازمة رايتر الزهري، ذئبة حمامية مجموعية، حمى رثوية، تندب صمام الابهر، التهاب رثوي.

## الأعراض
تتميز اعراض القصور الابهري بما يلي:
- التعب.
- ضيق التنفس
- اضطرابات في نظم القلب
- وذمة
- ذبحة صدرية
- في الحالات الشديدة يصبح فرق كبير بين ضغط الدم الانقباضي وضغط الدم الانبساطي
- نبض مشدد ونفخة فوق الصمام الابهري.[7][8]

## العلاج
يستند العلاج على سبب حدوث الحالة مثل حدة القصور والحالة الوظيفية للقلب إذا لم يكن هناك أي أعراض أو إذا ظهرت أعراض خفيفة، فقد يحتاج المريض فقط لإجراء فحص بواسطة مخطط صدى القلب من وقت لآخر ومتابعة دورية من قبل مقدمي الرعاية الصحية إذا اكان هناك فرط ضغط الدم، ينبغي علاجه بشكل صحيح من أجل إبطاء تدهور قلس الأبهر مدرات البول ومُثَبِّطات الإنْزيمُ المُحَوِّلُ للأَنْجيُوتَنْسينِ يمكن وصفها للحالات الأكثر تقدمًا المرضى الذين يعانون من هذه المشاكل ينصحون باستخدام المضادات الحيوية قبل العمل الأسنان أو إجراء الغازية، مثل تنظير القولون. وبالنظر إلى المضادات الحيوية لمنع العدوى من القلب التالفة. ومع ذلك، يتم استخدام المضادات الحيوية الآن أقل بكثير في كثير من الأحيان قبل العمل الأسنان وغيرها من الإجراءات وفي الحالات المتقدمة أو الوخيمة يتم استبدال الصمام المتضرر بصمام اصطناعي أما عندما يكون السبب توسع الأبهر فقد يتطلب إجراء عملية جراحية لإصلاح وترميم جدار الشريان الأبهري فيه.

## وصلات إضافية
- Heart Disease and Life After by Richard Hinkle
- Additional resource on the Aortic Valve